# 고소 (삼국지)
고소(顧邵, ? ~ ?)는 중국 삼국 시대 오나라의 정치인으로 자는 효칙(孝則)이며 양주(揚州) 오군 오현(吳縣) 사람이다. 고옹의 아들이다.

## 인물 평론가
고소는 경전을 많이 읽었으며, 인물 품명을 좋아했다. 어려서는 육적과 함께 명성이 있었고, 육손, 장돈, 복정도 고소에 미치지 못했다. 먼 데 사람들도 고소를 찾아와서, 어떤 사람은 의론을 하고, 어떤 사람은 두터운 정을 맺었으므로, 명성은 사방으로 퍼지고, 먼 곳에서나 가까운 곳에서나 다 고소를 칭찬했다. 전당 사람으로 병졸인 정서, 양서 땅의 서민인 장병, 미천한 데서 몸을 일으킨 오정 사람 오찬과 운양 사람 은례를 발탁하여 친하게 지내고, 이 사람들의 영예를 세웠다. 고소가 예장 태수가 되었을 때, 전송하러 나온 사람이 수백 명이었는데, 마침 장병은 병이 들어 전송하지 못했다. 고소는 찾아온 수백 명에게 양해를 구하며, 직접 장병을 찾아가 이별을 하였다.

## 관료 생활, 죽음
손권은 고소에게 손책(孫策)의 딸을 시집보냈다. 27세에 예장 태수가 되었다. 임지에 이르러서는 옛 현자인 서유자(徐儒子)의 묘에서 제사를 드리고, 그 후손을 우대했으며, 음란한 제사와 예에 맞지 않는 제사를 금했다. 낮은 관리 중에 자질이 빼어난 사람이 있으면 학문을 하게 하고, 그 중에서 앞선 사람을 뽑아 중요한 직책에 두었다. 선행을 들어서 가르쳤으므로, 교화는 널리 퍼졌다. 군에 있은 지 5년 만에 죽었다.

## 평가
주유가 죽은 후, 방통이 그 상구를 운구하여 오에 왔다가, 떠나는 길에 창문에서 육적, 고소, 전종을 만나 세 사람을 평하였는데, 고소에 대해서는 “고자(고소)는 굼뜬 소라 이를 만하니 능히 무거운 짐을 지고 먼 곳까지 갈 수 있습니다.”라 했다. 이 세 사람은 방통과 깊은 친교를 맺었다.고소는 방통의 숙소로 찾아가 방통에게 자신과 방통 둘 중에 누가 나은지를 물었는데, 방통은 “세속을 도야하고 인물을 평하는 것은 당신이 낫지만, 제왕의 비책을 논하고 의기의 요최를 파악하는 데에는 자신이 더 낫습니다.”하고 대답하니, 고소는 이에 만족하였다.
영천 사람 주소가 보즐과 엄준을 칭찬하는 글 중 일부에서, “그 중에서도 특출한 사람을 논한다면 고예장, 제갈사군, 보승상, 엄위위, 장분위 같이 완미함을 이룬 사람은 없다.”는 말이 있다. 고예장은 고소, 제갈사군은 제갈근, 보승상은 보즐, 엄위위는 엄준, 장분위는 장승을 가리킨다.
진수는 “장승과 고소는 마음을 비운 인격자로서 인물을 좋아하고 숭상했다.”고 평한다.

## 가계
- 아버지 : 고옹
  - 아들 : 고담, 고승

## 같이 보기
- 삼국지 인물 목록